# ブリンゾラミド
ブリンゾラミド（Brinzolamide）は炭酸脱水素酵素阻害薬であり、開放隅角緑内障患者の眼圧低下に使用される医薬品である。商品名はエイゾプトで、白色-微黄白色の無菌懸濁性点眼製剤として製造販売される。

## 効能・効果
緑内障、高眼圧症

## 禁忌
点眼薬ではあるが、体内に吸収されて腎臓から排泄されるため、重篤な腎不全のある患者では排泄が遅延し副作用が発生するおそれがある。

## 副作用
日本国内および海外の臨床試験の結果、通算20.0%の患者で副作用が見られ、眼の局所的な副作用として霧視、角膜炎、充血、異物感、眼痛等が発生した他、全身性の副作用として疲労、頭痛、味覚異常、赤血球減少等が認められた。

## 作用機序
ブリンゾラミドは炭酸脱水素酵素阻害薬であり、特に炭酸脱水素酵素II（CA-II）を強く阻害する。炭酸脱水素酵素は主に赤血球に存在するほか、目を含む全身に遍在する。眼の毛様体中に存在するCA-IIが阻害されると、HCO3-の生成が低下し、対イオンであるNa+の能動輸送が抑制されて房水産生が減少し、その結果眼圧が低下する:20。

## 薬物動態

### 吸収
推奨される投与頻度は1日2回点眼である。点眼後、一部が全身に吸収されるが、大部分は組織や赤血球に吸着しているので血漿中濃度は測定下限値よりも低い（< 10ng/mL）。経口投与は、消化管からの吸収率のばらつきが大きく副作用も増加するので、薦められない。

### 分布
ブリンゾラミドの血漿蛋白結合率は60%であるが、大部分は炭酸脱水素酵素を持つ赤血球に結合している。赤血球でのブリンゾラミド存在比が大きく代謝され難いので、全血中からのブリンゾラミドの半減期は111日間と非常に長い。

### 代謝
代謝物の内、N-脱エチルブリンゾラミドは炭酸脱水素酵素（I、II）阻害活性を持つ。これはヒトでの主要代謝物である。他の代謝物（N-脱メトキシプロピル体やO-脱メチル体）は活性を持たない:29。

### 排泄
ブリンゾラミドの60%が未変化で尿中に排泄されるが、クリアランスの値は求められていない。ただし、静脈注射（5mg/kg）の全身クリアランスは実験的に30.9±9.1mL/分/kgと定められている:26。そのほか、N-脱エチルブリンゾラミドが尿中から検出されるほか、より低い濃度でN-脱メトキシプロピルブリンゾラミド、O-脱メチルブリンゾラミドも検出されるが、これらの排泄パラメータは求められていない。

## チモロールとの合剤
ブリンゾラミドと交感神経β受容体遮断薬のチモロールとの合剤が、アゾルガの名で製品化されている。臨床試験では、ブリンゾラミドまたはチモロール単剤の場合よりも良好な結果が得られている。